# ザ・トゥエンティフォース
『ザ・トゥエンティフォース』（原題:The 24th）は2020年に配信されたアメリカ合衆国の歴史映画である。監督はケヴィン・ウィルモット、主演はトレイ・バイヤーズが務めた。

## 概略
1917年、テキサス州ヒューストン。米軍の第24歩兵連隊に所属する黒人兵士たちは地元住民や警察に対する不満を募らせていた。と言うのも、彼らは合衆国のために命懸けで働いているにも拘わらず、地元の人々から敬意を表されることはなく、それどころか差別的な扱いを受けていたのである。8月23日、ついに決定的な出来事が発生してしまった。その日の昼、警察官2人が黒人女性を不当に逮捕しようとしたため、見かねた黒人兵士の一人が仲裁に入った。それを不快に思った警察官2人は彼を銃で殴りつけ、捜査を妨害したという理由で逮捕した。その事件をきっかけに、黒人兵士たちは不満を一気に爆発させ武装蜂起した。
本作はヒューストン暴動の顛末を描き出していく。

## キャスト
- トレイ・バイヤーズ - ボストン
- アヤ・ナオミ・キング - マリー
- バシール・サラフディン - ビッグ・ジョー
- モー・マクレー - ウォーカー
- トーシン・モロハンフォーラ - フランクリン
- ミケルティ・ウィリアムソン - ヘイズ
- トーマス・ヘイデン・チャーチ - ノートン
- ターニャ・チザム - アリス
- ジム・クロック - アブナー・ロックハート

## 製作
2019年6月4日、ケヴィン・ウィルモット監督の新作映画にトレイ・バイヤーズ、アヤ・ナオミ・キング、トーマス・ヘイデン・チャーチ、バシール・サラフディン、モー・マクレー、ミケルティ・ウィリアムソン、トーシン・モロハンフォーラが出演することになったと報じられた。11日、ジム・クロックがキャスト入りした。同月、本作の主要撮影がノースカロライナ州ソールズベリーで始まった。2020年5月25日、アレックス・ヘッフェスが本作で使用される楽曲を手掛けるとの報道があった。

## 公開・マーケティング
当初、本作は2020年3月に開催されるサウス・バイ・サウスウェストでプレミア上映される予定だったが、新型コロナウイルスの流行が拡大したことを受けて、映画祭自体が延期となった。7月29日、ヴァーティカル・エンターテインメントが本作の全米配給権を獲得したと報じられた。8月5日、本作のオフィシャル・トレイラーが公開された。

## 評価
本作は批評家から好意的に評価されている。映画批評集積サイトのRotten Tomatoesには24件のレビューがあり、批評家支持率は79%、平均点は10点満点で7.35点となっている。サイト側による批評家の見解の要約は「『ザ・トゥエンティフォース』は実話に基づくストーリーをもっと上手に展開できたかもしれない。しかし、欠点はあるにせよ、同作はそれでも観客の心に訴えかける作品であり、合衆国の負の歴史を真っ正面から扱っている（悲しいことに、人種差別はタイムリーなテーマでもある）。」となっている。また、Metacriticには9件のレビューがあり、加重平均値は56/100となっている。